# Onthophagus depressus
Onthophagus depressus là một loài bọ cánh cứng trong họ Bọ hung (Scarabaeidae).